# Bébé Antoine
Bébé Antoine est une série télévisée belge de marionnettes en noir et blanc diffusée sur la RTB à partir de 1965 jusqu'en 1971

## La série
Il s'agissait de marionnettes filmées racontant une petite histoire puis souhaitant une bonne nuit au jeune public des années 1960.
André Lange, Ralph Darbo,et Marion en étaient les créateurs et les animateurs, tandis que Hubert Roman manipulait le personnage vedette. La réalisation était assurée par Yvan Szucs et la production par Télégram.
Au cours de la série qui durait 7 minutes, une petite chanson était chantée par les personnages et jouée par l'accordéoniste Émile Migeot parfois accompagné par son fils Christian. L'émission se terminait par un bonjour bonsoir de Bébé Antoine.
Comme Bonhommet et Tilapin et Plum-Plum qui lui succéderont, la série Bébé Antoine a rythmé les fins de journées de nombreux jeunes téléspectateurs belges des années 1960.

## Le générique
Les paroles du génériques étaient :
Quel joli poupon ponpon
Tout mignon et tout rond.
Gai comme une chanson son son,
Bébé Antoine, c'est son nom
Bébé Antoine, c'est son nom
Bébé Antoine, c'est mon nom.

## Les personnages
- Bébé Antoine (voix de Marion),

Ce petit bonhomme
Pas plus haut que trois pommes
Aux yeux ronds
Comme des boutons.
- le roi Rutabaga
- Oncle Bulle
- le castor Pollux
- les cobayes Parasol et Parapluie
- la bougie Mousse
- le cochon Bilboquet
- le toucan Kantou
- l'ours Boujudu

## Dérivés
Bébé Antoine a été commercialisé sous forme de nombreux disques 45 tours et de plusieurs livres pour enfants.